# Прибужани (Львівський район)
Прибужа́ни (давня назва — Лани Польські) — село в Україні, у Кам'янка-Бузькій міській громаді, Львівського району Львівської області. До 2020 року Прибужани разом з селами Гайок, Руда та Руда-Сілецька підпорядковувалися Прибужанівській сільській раді, нині орган місцевого самоврядування — Кам'янка-Бузька міська рада. Населення становить 589 осіб.

## Географія
Село розташоване обабіч автошляху Н17 Львів — Радехів — Луцьк, за 45 км від обласного центру, 45 км від районного центру та 4 км від адміністративного центру міської громади. За 6 км знаходиться найближча залізнична станція Сапіжанка.
Вулиці
У Прибужанах налічується 3 вулиці.
- Зелена
- Миру
- Проєктна

## Населення
Станом на 1 січня 1939 року у селі мешкало 860 осіб, з них: 520 українців, 20 поляків, 30 осадників, 280 латинників та 10 євреїв. За даними всеукраїнського перепису населення 2001 року у селі мешкало 635 осіб, у 2021 році — 589 осіб.
Мова
Розподіл населення за рідною мовою за даними перепису 2001 року був наступним:
| українська | 630 | 99,21 |
| російська  | 2   | 0,31  |
| польська   | 1   | 0,16  |
| білоруська | 1   | 0,16  |
| молдавська | 1   | 0,16  |

## Відомі люди
Народилися
- Василь Лиско (1927—3 листопада 2020, м. Львів) — український військовик, колишній вояк дивізії «Галичина» та політв'язень[11].
- о. Микола Лиско (1877—1971) — священик УГКЦ, монах ЧСВВ, релігійний і громадський діяч, педагог, вихователь, магістр василіянських новіціятів у Крехові і Прудентополіс.
- Володимир Рудий (псевдо: «Аркас», «Модест», «Винар»; 1914 — 19 грудня 1945, хутір Корченка, с. Купичволя, нині Шептицький район Львівська область) — український військовик, майор УПА, шеф Військового штабу ВО-2 «Буг» УПА-Захід, лицар Бронзового хреста бойової заслуги УПА.